# Михеєво (Малоярославецький район)
Михеєво (рос. Михеево) — присілок в Малоярославецькому районі Калузької області Російської Федерації.
Населення становить 518 осіб. Входить до складу муніципального утворення Присілок Михеево.

## Історія
Від 2004 року входить до складу муніципального утворення Присілок Михеево.

## Населення
| 2002 | 2010 |
| ---- | ---- |
| 485  | ↗518 |